# قانون مربع معکوس

S منبع نور است و r نقطه‌های اندازه‌گیری شده هستند و خط‌های قرمز نورهایی هستند که از منبع ساطع می‌شوند

قانون مربع معکوس (به انگلیسی: Inverse-square law) در فیزیک، نام هر قانون فیزیکی است که می‌گوید: یک مقدار یا شدت فیزیکی به صورت معکوس متناسب با مربع (مجذور) فاصلهٔ منبع آن مقدار فیزیکی است. بنیاد ریشه‌ای این‌گونه پدیده را می‌توان در مفهوم تحلیل یا رفت هندسی آن که مربوط به گسترش از منبع به فضای سه بعدی است پیدا کرد.

## در ستاره‌شناسی
در ستاره‌شناسی این قانون بیشتر با نام قانون عکس مربع مطرح است. قانون عکس مربع می‌گوید مقدار نیروی گرانش میان خورشید و یک سیاره برابر است با عکس مجذور فاصله میان آن دو.
ستاره‌ای که دورتر باشد در مقایسه با ستاره نزدیک‌تر، با درخشندگی حقیقی یکسان، کم‌نور تر به نظر می‌رسد؛ زیرا تا نور آن به زمین برسد در محوطه بزرگ‌تری پراکنده می‌شود و ستاره، کم‌سو تر به‌نظر می‌رسد. قانون عکس مربع می‌گوید که روشنایی ظاهری یک ستاره متناسب با مربع فاصله آن (یعنی فاصله آن به توان دو) کاهش می‌یابد؛ مثلاً دو ستاره با درخشندگی حقیقی برابر را در نظر بگیریم؛ اگر یکی دو برابر دیگری از ما فاصله داشته باشد، ستاره نزدیک‌تر چهار بار پرنورتر به‌نظر می‌رسد.

## Formula
از نظر ریاضی اشاره دارد به (∝ را ببینید):
{\displaystyle {\text{intensity}}\ \propto \ {\frac {1}{{\text{distance}}^{2}}}\,}
همچنین از نظر ریاضی می‌توان آن را اینگونه بیان کرد:
{\displaystyle {\frac {{\text{intensity}}_{1}}{{\text{intensity}}_{2}}}={\frac {{\text{distance}}_{2}^{2}}{{\text{distance}}_{1}^{2}}}}
یا به عنوان فرمول یک مقدار ثابت:
{\displaystyle {\text{intensity}}_{1}\times {\text{distance}}_{1}^{2}={\text{intensity}}_{2}\times {\text{distance}}_{2}^{2}}
واگرایی از یک میدان برداری است که حاصل از زمینه‌های قانون معکوس مربع شعاعی با توجه به یک یا چند منبع در همه جا به سمت قدرت از منابع محلی می‌باشد، و از این رو صفر منبع خارج متناسب است. قانون جاذبه جهانی نیوتن، مانند اثرات پدیده‌های الکتریکی، مغناطیسی، نور، صدا و تابش، از قانون مربع معکوس پیروی می‌کند.